# Пернелл, Элла
Элла Саммер Пернелл (англ. Ella Summer Purnell; род. 17 сентября 1996, Уайтчепел, Англия, Великобритания) — британская актриса кино и телевидения.

## Ранняя жизнь
Элла Пернелл родилась 17 сентября 1996 года в Уайтчепеле, Англия, Великобритания, однако выросла в Бетнал-Грин вместе с матерью. Пернелл училась в Форест Скул, Лондонской школе для девочек, Театре юных актёров Ислингтона и в школу Монтессори. Она также посещала театральную школу Сильвии Янг изучая актёрское мастерство, пение и танцы.

## Карьера
В 2008 году исполнила роль в мюзикле «Оливер!» в театре «Друри-Лейн». Кинодебют состоялся в 2010 году в фильме «Не отпускай меня», где она исполнила роль юной версии главной героини. В том же году Пернелл исполнила небольшую роль в драматическом фильме «Путь к вечной жизни». В 2011 году исполнила главную роль в фильме ужасов «Пожиратели», а также драматический короткометражке «Кэнди». В 2013 году Пернелл исполнила второстепенную роль в фильме «Пипец 2». В 2014 году исполнила одну из самых заметных ролей в фильме «Дикость» получив множество премий и номинаций как «лучшая актриса». В том же году исполнила роль «Малефисенты» в подростковом возрасте. В 2015 появилась в главной роли в телефильме «Кибер-террор».
В 2016 Пернелл появилась в приключенческом боевике «Тарзан. Легенда», драме «Репортер на краю света» и фэнтези «Дом странных детей мисс Перегрин». В 2017 снялась в исторической военной драме «Черчилль», а также комедийно-музыкальной драме «Доступ ко всем областям», получив номинацию «Национальной кинопремии Великобритании» в категории «Лучший новичок». В 2018 появилась в короткометражном фильме «Оксиян», а также фильме «НЛО», и телесериале «Испытание невиновностью» и «Сладкая горечь» в котором исполняла роль в течение года. В 2020 появилась в историческом мини-сериале «Белгрейвия». В 2021 году исполнила главную роль в фильме «Армия мертвецов», а также приняла участие в съёмках анимационного телесериала «Аркейн» за который была награждена премией «Энни» в номинации «Лучшая озвучка в анимационной телепрограмме», а также мультсериале «Звёздный путь: Протозвезда» и телесериале «Шершни» за который также заработала множество номинаций. В 2022 году озвучила своего персонажа в компьютерной игре «Star Trek Prodigy: Supernova», а также выступила в роли исполнительного продюсера в короткометражном фильме «Не Траурный Человек». В 2023 году исполнила роль в анимационном сериале «Неуязвимый», а также короткометражных фильмах «Тост». В том же году сняла, спродюсировала и сыграла главную роль в короткометражном фильме «Ненужный мужчина» за который Пернелл заработала премию Global Shorts и премию кинофестиваля Independent Filmmakers Showcase как «лучший короткометражный фильм». В 2024 году исполнила главную роль в телесериале «Фоллаут», а также в комедийно-драматическом телесериале «Дорогуша».

## Фильмография
| Год          |     | Русское название                      | Оригинальное название                       | Роль                  |
| ------------ | --- | ------------------------------------- | ------------------------------------------- | --------------------- |
| 2010         | ф   | Не отпускай меня                      | Never Let Me Go                             | юная Рут              |
| 2010         | ф   | Путь к вечной жизни                   | Ways to Live Forever                        | Кайли                 |
| 2011         | ф   | Пожиратели                            | Intruders                                   | Миа                   |
| 2011         | кор | Кэнди                                 | Candy                                       | Кэнди                 |
| 2013         | ф   | Пипец 2                               | Kick-Ass 2                                  | Долче                 |
| 2014         | ф   | Малефисента                           | Maleficent                                  | юная Малефисента      |
| 2014         | ф   | Дикость                               | Wildlike                                    | Маккензи              |
| 2015         | тф  | Кибер-террор                          | Cyberbully                                  | Меган                 |
| 2016         | ф   | Тарзан. Легенда                       | The Legend of Tarzan                        | юная Джейн Портер     |
| 2016         | ф   | Путешествие — это назначение          | The Journey Is the Destination              | Эми                   |
| 2016         | ф   | Дом странных детей мисс Перегрин      | Miss Peregrine's Home for Peculiar Children | Эмма Блум             |
| 2017         | ф   | Черчилль                              | Churchill                                   | Хелен                 |
| 2017         | ф   | Доступ ко всем областям               | Access All Areas                            | Миа                   |
| 2018         | кор | Оксиян                                | Oksijan                                     | Инка                  |
| 2018         | с   | Испытание невиновностью               | Ordeal by Innocence                         | Эстер Эргил           |
| 2018—2019    | с   | Сладкая горечь                        | Sweetbitter                                 | Тесс                  |
| 2018         | ф   | НЛО                                   | UFO                                         | Натали                |
| 2020         | с   | Белгрейвия                            | Belgravia                                   | леди Мария Грей       |
| 2021         | ф   | Армия мертвецов                       | Army of the Dead                            | Кейт Уорд             |
| 2021 — н. в. | с   | Шершни                                | Yellowjackets                               | Джеки                 |
| 2021—2024    | мс  | Звёздный путь: Протозвезда            | Star Trek: Prodigy                          | Гвин                  |
| 2021—2024    | мс  | Аркейн                                | Arcane                                      | Джинкс                |
| 2022         | ки  |                                       | Star Trek Prodigy: Supernova                | Гвин                  |
| 2023         | мс  | Неуязвимый                            | Invincible                                  | Джейн                 |
| 2023         | кор | Тост                                  | Toast                                       | рассказчик            |
| 2023         | кор | Ненужный мужчина                      | Junk Male                                   | Децени «Ди» ДиМартини |
| 2024 — н. в. | с   | Фоллаут                               | Fallout                                     | Люси Маклин           |
| 2024 — н. в. | с   | Дорогуша                              | Sweetpea                                    | Рианнон Льюис         |
|              | ф   | Суматоха                              | The Scurry                                  |                       |
|              | мс  | Армия мертвецов: Потерянный Лас-Вегас | Army of the Dead: Lost Vegas                | Кейт Уорд             |

## Награды и номинации
| Год  | Награда                                                 | Категория                                           | Номинация за            | Результат | Примечания |
| ---- | ------------------------------------------------------- | --------------------------------------------------- | ----------------------- | --------- | ---------- |
| 2015 | Бруклинский международный кинофестиваль                 | Лучшая актриса                                      | Дикость                 | Победа    | [ 38 ]     |
| 2015 | Международный кинофестиваль Гаспарилья                  | Лучшее женское выступление                          | Дикость                 | Победа    | [ 39 ]     |
| 2015 | Международный кинофестиваль Ричмонда                    | Лучшая актриса                                      | Дикость                 | Победа    | [ 40 ]     |
| 2015 | Фестиваль независимого кино в Нейпервилле               | Лучшая актриса                                      | Дикость                 | Номинация | [ 41 ]     |
| 2015 | Кинофестиваль «Хилл Кантри»                             | Лучшая актриса                                      | Дикость                 | Номинация | [ 42 ]     |
| 2015 | Международный кинофестиваль Мертл-Бич                   | Лучшая актриса                                      | Дикость                 | Победа    | [ 43 ]     |
| 2015 | Международный кинофестиваль Twister Alley               | Лучшая женская роль в художественном фильме         | Дикость                 | Победа    | [ 44 ]     |
| 2015 | Фестиваль независимого кино Лос-Анджелеса               | Лучшая актриса                                      | Дикость                 | Победа    | [ 45 ]     |
| 2016 | Кинофестиваль Фарго                                     | Лучшая актриса                                      | Дикость                 | Победа    | [ 46 ]     |
| 2018 | Национальная кинопремия Великобритании                  | Лучший новичок                                      | Доступ ко всем областям | Номинация | [ 47 ]     |
| 2022 | Премия «Энни»                                           | Лучшая озвучка в анимационной телепрограмме         | Аркейн                  | Победа    | [ 48 ]     |
| 2022 | Премия «Серебряное перо»                                | Выдающаяся работа в драматическом сериале           | Шершни                  | Номинация | [ 49 ]     |
| 2022 | Премия «Серебряное перо»                                | Лучший актёрский состав в драматическом сериале     | Шершни                  | Номинация | [ 49 ]     |
| 2022 | Телепремия «Ирландец»                                   | Выдающийся актёрский состав в драматическом сериале | Шершни                  | Победа    | [ 50 ]     |
| 2023 | Телепремия «Ирландец»                                   | Лучшая приглашенная актриса в драматическом сериале | Шершни                  | Номинация | [ 51 ]     |
| 2023 | Телевизионная премия «Ассоциации голливудских критиков» | Лучшая приглашенная актриса в драматическом сериале | Шершни                  | Номинация | [ 52 ]     |
| 2024 | Кинофестиваль IFS                                       | Лучший короткометражный фильм                       | Ненужный мужчина        | Победа    | [ 53 ]     |
| 2024 | Cooler Awards                                           | Лучшая актриса в драматическом сериале              | Фоллаут                 | Номинация | [ 54 ]     |
| 2024 | Премия сети "Женский имидж"                             | Актриса драматического сериала                      | Фоллаут                 | Номинация | [ 55 ]     |
| 2024 | Ассоциация онлайн-кино и телевидения                    | Лучшая актриса в драматическом сериале              | Фоллаут                 | Номинация | [ 56 ]     |
| 2024 | Премия «Золотое дерби»                                  | Исполнитель года                                    | N/A                     | Номинация | [ 57 ]     |
| 2025 | Премия «Сатурн»                                         | Лучшая женская роль в телесериале                   | Фоллаут                 | Номинация | [ 58 ]     |